# آشور-دان سوم
آشور-دان سوم (به انگلیسی: Ashur-dan III) پادشاه آشور بود که پس از برادرش، شلمنسر چهارم به حکومت رسید و از ۷۷۳ تا ۷۵۵ پ. م پادشاهی کرد.
در زمان وی نیز اشراف و بزرگان دربار و در راس همهٔ آنان شمشی-ایلو به عنوان فرمانده کل قشون (turtanu)، قدرت شاه را کاهش داده و نقش او را کم رنگ‌تر و محدودتر کرده بودند. در ۷۶۵ پ. م طاعونی در آشور شیوع پیدا کرد و در سال بعد از آن، شاه نتوانست جنگ کند (در آشور رسم بود که پادشاه، هر سال به نقطه و منطقه‌ای لشکرکشی کند). در ۷۶۳ پ. م شورشی رخ داد و تا سال ۷۵۹ پ. م ادامه یافت، در همین سال (۷۵۹ پ. م) بار دیگر طاعونی در آشور شیوع یافت. پس از آشور-دان سوم، یکی از برادرانش به نام آشور-نیراری پنجم به حکومت رسید.